# 优素福·阿吉托罗普
优素福·阿吉托罗普（1918年12月19日—1999年6月3日），另译阿基特洛普，本名约瑟夫·西曼俊塔克，印度尼西亚共产党领袖。1964年10月6日，邓小平会见了以印尼共党中央政治局委员、中央书记处副书记优素福·阿吉托罗普为首的印尼共产党代表团。

## 流亡中国
1965年九三〇事件后，他流亡中国。初期，联合其他流亡印尼共党员成立“印尼共中央委员会代表团”并担任团长。印尼共“代表团”成为印尼共在海外的最高领导机构。1966年后，印尼共“代表团”以印尼共中央委员会的名义号召世界各地的印尼左翼人士到中国集结。在中国方面协助下，他们被安置在北京的友谊宾馆、民族饭店和北京饭店。因部分代表团成员质疑“代表团”并没有可行的重建党组织计划，于是蓄谋召开“干部大会”，试图罢免“代表团”团长阿吉托罗普并重新选举领导人。但中共中央对外联络部坚持阿吉托罗普是印尼共流亡者们与中方进行联络的唯一渠道，意图召开干部大会的计划就此搁置，部分参与该计划的领导人也被迫辞职。
他参加了1966年11月的阿尔巴尼亚劳动党第五次代表大会和该党的第六次代表大会。此后便一直生活在中国，直至1999年6月在北京去世。